# Stade Guido D'Ippolito
Le Stade Guido D'Ippolito (en italien : Stadio Guido D'Ippolito) est un stade de football italien situé à Nicastro, quartier de la ville de Lamezia Terme, en Calabre.
Le stade, doté de 5 842 places et inauguré en 1935, sert d'enceinte à domicile à l'équipe de football du Vigor Lamezia.
Il porte le nom de Guido D'Ippolito, pilote automobile italien de l'entre-deux-guerres et originaire de la ville.

## Histoire
Le stade ouvre ses portes en 1935.
Il est rénové en 1990 (la tribune principale est recouverte), puis une seconde fois en 2008 (construction du virage).